# Francisco Sosa
Francisco Sosa foi um futebolista paraguaio que atuava como atacante.

## Carreira
Francisco Sosa fez parte do elenco da Seleção Paraguaia de Futebol, na Copa do Mundo de 1950 no Brasil.